# SM UC-11
SM UC-11 – niemiecki podwodny stawiacz min z okresu I wojny światowej, jedenasty w kolejności okręt podwodny typu UC I. Zwodowany 11 kwietnia 1915 roku w stoczni AG Weser w Bremie, został przyjęty do służby w Kaiserliche Marine 23 kwietnia 1915 roku. W trakcie służby operacyjnej SM UC-11 odbył 83 patrole bojowe, podczas których postawił zagrody minowe, na których zatonęło 25 statków o łącznej pojemności 33 198 BRT i dwa okręty o łącznej wyporności 510 ton, a jeden statek o pojemności 378 BRT oraz dwa okręty o łącznej wyporności 5084 ton zostały uszkodzone. SM UC-11 został zatopiony 26 czerwca 1918 roku, po wejściu na minę w okolicy Harwich (ocalał jedynie kapitan okrętu).

## Projekt i budowa
Sukcesy pierwszych niemieckich U-Bootów na początku I wojny światowej (m.in. zatopienie brytyjskich krążowników pancernych HMS „Aboukir”, „Hogue” i „Cressy” przez U-9) skłoniły dowództwo Cesarskiej Marynarki Wojennej z admirałem Tirpitzem na czele do działań mających na celu budowę nowych typów okrętów podwodnych. Doceniając też wagę wojny minowej, 9 października 1914 roku ministerstwo marynarki zatwierdziło projekt małego podwodnego stawiacza min opracowanego przez Inspektorat Torped pod kierunkiem dr Wernera, oznaczonego później jako typ UC I.
SM UC-11 zamówiony został 23 listopada 1914 roku jako jedenasty z serii 15 okrętów typu UC I (numer projektu 35a, nadany przez Inspektorat U-Bootów), w ramach wojennego programu rozbudowy floty. Został zbudowany w stoczni AG Weser w Bremie. Stocznia oszacowała czas budowy okrętu na 5-6 miesięcy. UC-11 otrzymał numer stoczniowy 225 (Werk 225). Stępkę okrętu położono 26 stycznia 1915 roku, zwodowany został 11 kwietnia 1915 roku.

## Dane taktyczno–techniczne
UC-11 był niewielkim, przybrzeżnym okrętem podwodnym o konstrukcji jednokadłubowej, którego koncepcja oparta była na projekcie jednostek typu UB I. Długość całkowita wynosiła 33,99 metra, szerokość 3,15 metra i zanurzenie 3,04 metra. Wysokość (od stępki do szczytu kiosku) wynosiła 6,3 metra. Wyporność w położeniu nawodnym wynosiła 168 ton, a w zanurzeniu 183 tony. Jednostka posiadała zaokrąglony dziób oraz cylindryczny kiosk o średnicy 1,3 m, obudowany opływową osłoną, a do jej wnętrza prowadziły dwa luki: jeden w kiosku i drugi w części rufowej, prowadzący do pomieszczeń załogi. Okręt napędzany był na powierzchni przez 6-cylindrowy, czterosuwowy silnik Diesla Benz o mocy 90 koni mechanicznych (KM), a pod wodą poruszał się dzięki silnikowi elektrycznemu SSW o mocy 175 KM. Poruszający jedną trójłopatową, wykonaną z brązu śrubą (o średnicy 1,8 m i skoku 0,43 m) układ napędowy zapewniał prędkość 6,2 węzła na powierzchni i 5,22 węzła w zanurzeniu (przy użyciu na powierzchni silnika elektrycznego okręt był w stanie osiągnąć 7,5 węzła). Zasięg wynosił 910 Mm przy prędkości 5 węzłów w położeniu nawodnym oraz 50 Mm przy prędkości 4 węzłów pod wodą. Okręt zabierał 3,5 tony oleju napędowego, a energia elektryczna magazynowana była w akumulatorach składających się ze 112 ogniw, o pojemności 4000 Ah, które zapewniały 3 godziny podwodnego pływania przy pełnym obciążeniu.
Okręt posiadał dwa wewnętrzne zbiorniki balastowe. Dopuszczalna głębokość zanurzenia wynosiła 50 metrów, a czas zanurzenia 23-36 s. Okręt nie posiadał uzbrojenia torpedowego ani artyleryjskiego, przenosił natomiast w części dziobowej 12 min kotwicznych typu UC/120 w sześciu skośnych szybach minowych o średnicy 100 cm, usytuowanych jeden za drugim w osi symetrii okrętu, pod kątem do tyłu (sposób stawiania – „pod siebie”). Układ ten powodował, że miny trzeba było stawiać na zaplanowanej przed rejsem głębokości, gdyż na morzu nie było do nich dostępu (także zapalniki min trzeba było montować jeszcze przed wypłynięciem, co nie było rozwiązaniem bezpiecznym i stało się przyczyną zagłady kilku jednostek tego typu). Uzbrojenie uzupełniał jeden karabin maszynowy z zapasem amunicji wynoszącym 150 naboi. Okręt posiadał jeden peryskop Zeissa. Wyposażenie uzupełniała kotwica grzybkowa o masie 136 kg. Załoga okrętu składała się z 1 oficera (dowódcy) oraz 13 podoficerów i marynarzy.

## Przebieg służby

### 1915 rok
SM UC-11 został wcielony do służby w Cesarskiej Marynarce Wojennej 23 kwietnia 1915 roku. Tego dnia dowódcą U-Boota mianowany został por. mar. Walter Gottfried Schmidt, a okręt włączono do Flotylli Flandria w dniu 26 maja. Pierwszy sukces odniesiony został 1 czerwca, kiedy to na postawionej przez okręt podwodny minie uszkodzony został na wschód od Kingsdown brytyjski niszczyciel HMS „Mohawk” (865 ts), na którym śmierć poniosło 5 marynarzy. 9 czerwca w estuarium Tamizy zatonęły dwa brytyjskie parowce: zbudowany w 1908 roku „Erna Boldt” (1731 BRT), płynący z ładunkiem węgla z Newcastle do Londynu (bez strat w załodze) oraz pochodzący z 1890 roku „Lady Salisbury” (1446 BRT), transportujący węgiel z Hartlepool do Londynu (zginęło 3 marynarzy). Następnego dnia na tym samym akwenie ofiarami postawionych przez UC-11 min stały się dwa brytyjskie torpedowce: zbudowany w 1910 roku HMS TB 10 (255 ts), który zatonął ze stratą 22 marynarzy oraz jego bliźniak, HMS TB 12, na którym zginęło 23 członków załogi. 15 czerwca 12 mil na południowy wschód od Harwich wszedł na minę uzbrojony trawler HMT „Argyll” (280 ts), który zatonął ze stratą 7 członków załogi. We wrześniu okręt postawił dwie zagrody minowe, jednak nie zatonął na nich żaden statek. 17 października 1915 roku okręt przeznaczono do szkolenia i na blisko rok trafił do Flotylli Szkolnej.

### 1916 rok
12 sierpnia 1916 roku dowódcą UC-11 został por. mar. Reinhold Saltzwedel, a okręt ponownie przydzielony został do Flotylli Flandryjskiej. Po dziewięciu dniach wyznaczono nowego kapitana okrętu, którym został por. mar. Max Schmitz. Pierwszy po ponad roku sukces odniesiony został 20 października, kiedy to na postawionej przez okręt minie zatonął na pozycji 51°55′45″N 1°40′30″E/51,929167 1,675000 brytyjski parowiec „Huguenot” (1032 BRT), płynący bez ładunku z Londynu do Newcastle (bez strat w ludziach). Cztery dni później w estuarium Tamizy zatonął ze stratą 6 członków załogi (wraz z kapitanem) brytyjski parowiec „Framfield” (2510 BRT), przewożący rudę żelaza na trasie Port Kelah (Algieria) – Middlesbrough. 26 października mina zniszczyła uzbrojony trawler „Lord Roberts” (293 ts), który zatonął ze stratą 9 członków załogi na pozycji 51°55′40″N 1°41′00″E/51,927778 1,683333. Na następny sukces załoga UC-11 musiała czekać do 21 listopada, kiedy na pozycji 52°34′N 2°00′E/52,566667 2,000000 zatonął zbudowany w 1907 roku holenderski parowiec „Helena” (1798 BRT), płynący pod balastem z Rotterdamu do Nowego Jorku. 29 listopada jego los podzielił uzbrojony trawler „Lord Airedale” (215 ts), który zatonął ze stratą 7 ludzi w estuarium Tamizy.
2 grudnia 1916 roku dowódcą UC-11 mianowany został por. mar. Benno von Ditfurth. 9 grudnia na postawionej przez okręt w estuarium Tamizy zagrodzie minowej zatonęły trzy brytyjskie parowce: „Forth” (1159 BRT), przewożący drobnicę z Londynu do Leith; transportujący węgiel, zbudowany w 1913 roku „Harlington” (1089 BRT), na którego pokładzie zginęło 7 ludzi oraz „Harlyn” (1794 BRT), płynący z ładunkiem węgla z Newcastle do Londynu (ze stratą 2 członków załogi). 17 grudnia na pozycji 51°50′45″N 1°37′30″E/51,845833 1,625000 zatonął duński parowiec „Michail Ontchoukoff” (2118 BRT), przewożący kukurydzę z Rosario do Aarhus (bez strat w załodze). Identyczny los spotkał 29 grudnia transportujący węgiel z Tyne brytyjski parowiec „Zoroaster” (3803 BRT), który zatonął ze stratą 3 członków załogi na pozycji 51°53′N 1°38′E/51,883333 1,633333.

### 1917 rok
Pierwszy sukces w 1917 roku został odniesiony 8 stycznia, gdy na postawionej przez UC-11 minie bez strat w ludziach zatonął (na pozycji 52°02′N 1°46′E/52,033333 1,766667) brytyjski kuter HMD „Cape Colony” (82 ts). 2 lutego jego los podzielił zbudowany w 1915 roku uzbrojony trawler HMT „Holdene” (274 ts), zatopiony na pozycji 52°01′N 1°54′E/52,016667 1,900000 (śmierć poniosło 7 marynarzy). 12 lutego, na pozycji 51°56′N 1°40′E/51,933333 1,666667 bez strat w załodze zatonął brytyjski parowiec „Foreland” (1960 BRT), płynący z ładunkiem węgla z Blyth do Devonport. Dwa dni później na pozycji 51°53′N 1°40′E/51,883333 1,666667 mina zniszczyła pochodzący z 1902 roku brytyjski parowiec „Marie Leonhardt” (1466 BRT), przewożący węgiel na trasie Hartlepool – Londyn (zginęło 5 marynarzy). Więcej szczęścia miał pomocniczy trałowiec HMS „Mercury” o wyporności 378 ts, który 26 kwietnia bez strat w załodze doznał uszkodzeń na pozycji 51°55′N 1°44′E/51,916667 1,733333. Następnego dnia w estuarium Tamizy zatonął zbudowany w 1907 roku uzbrojony trawler HMT „Agile” (246 ts), na którym poniosło śmierć 3 marynarzy.
W dniach 30 czerwca – 19 lipca 1917 roku por. mar. Benno von Ditfurth był zastępowany przez por. mar. Georga Niemeyera, a 6 sierpnia okręt otrzymał nowego dowódcę – por. mar. Karla Dobbersteina. 24 września odniósł on pierwszy sukces, gdy na minę wszedł brytyjski kuter HMD „Hastfen” (77 ts), który zatonął w estuarium Tamizy za stratą 4 ludzi. W tym samym miejscu 25 października zatonął też brytyjski parowiec „Wearside” (3560 BRT), płynący z ładunkiem węgla z Newcastle do Genui (obyło się bez strat w załodze). Dwa dni później na pozycji 51°37′N 0°48′E/51,616667 0,800000 zatonął zbudowany w 1899 roku uzbrojony trawler HMT „Strymon” (198 ts), na którym zginęło 11 ludzi.
17 listopada 1917 roku nowym dowódcą UC-11 mianowany został por. mar. Ferdinand Schwartz. 24 listopada w estuarium Tamizy zatonął na minie nowy brytyjski parowiec „French Rose” (465 BRT), płynący pod balastem z Le Tréport do Goole (bez strat w załodze). Nazajutrz w tym samym miejscu jego los podzielił brytyjski parowiec „Ostpreussen” (1779 BRT), przewożący węgiel na trasie Sunderland – Londyn (śmierć poniósł 1 marynarz). Dzień 27 listopada okazał się pechowy dla transportującego węgiel brytyjskiego parowca „Groeswen” (3570 BRT), który zatonął bez strat w ludziach na pozycji 51°55′N 1°40′E/51,916667 1,666667. Był to ostatni sukces UC-11 odniesiony w 1917 roku.

### 1918 rok
16 stycznia 1918 roku nieopodal Harwich (na pozycji 51°54′N 1°24′E/51,900000 1,400000) mina zniszczyła uzbrojony trawler HMT „John E. Lewis” (253 ts), na którym zginęło 2 członków załogi.
11 lutego 1918 roku nowym dowódcą okrętu został por. mar. Reinhold Thomsen, a już 5 kwietnia jego następcą został por. mar. Werner Lange. 13 czerwca na minie postawionej przez UC-11 uszkodzony został na pozycji 51°50′45″N 1°34′30″E/51,845833 1,575000 brytyjski krążownik lekki HMS „Conquest” o wyporności 4219 ts (na pokładzie zginęło 7 marynarzy).
17 czerwca 1918 roku dowódcą UC-11 mianowany został por. mar. Kurt Utke.
24 czerwca 1918 roku okręt wyszedł w morze, by postawić kolejną zagrodę minową. 26 czerwca okręt wszedł na minę na wschód od Harwich (na pozycji 51°55′N 1°41′E/51,916667 1,683333) i zatonął na głębokości 15 m. Z załogi liczącej 19 ludzi ocalał jedynie dowódca (por. mar. Kurt Utke), który po otwarciu włazu w bąblu powietrza dostał się na powierzchnię i następnie został uratowany.